# Stazione di Notaresco
La stazione di Notaresco è una fermata ferroviaria posta sulla ferrovia Teramo-Giulianova. Serve il centro abitato di Notaresco, oltre che l'abitato di Selva Piana, dove la stazione è collocata.

## Strutture e impianti
L'impianto è gestito da Rete Ferroviaria Italiana (RFI).

## Movimento
La stazione è servita da treni regionali gestiti da TUA e Trenitalia nell'ambito del contratto di servizio stipulato con la Regione Abruzzo.